# Čudo Sunca
"Čudo Sunca" je niz događaja za koje se izvješćuje da su se dogodili čudesno uz božansku intervenciju, 13. listopada 1917. g. u poljima Cova da Iria, blizu portugalskog grada Fatime.

## Događaj
"Čudu Sunca" prethodi niz navodnih ukazanja. Prema izvještajima, Blažena Djevica Marija ukazivala se u Fatimi od 13. svibnja 1917. g. do 13. listopada 1917. g. Lúciji Santos i njenim rođacima, Jacinti i Franciscu Martu. Prema izvještaju djece, Gospa im je priopćila neke proročanske informacije koje je Katolička Crkva kasnije priznala i koje su postale poznate kao Prva, Druga i Treća fatimska tajna.
Prilikom posljednjeg ukazanja u Fatimi, na kojem je prisustvovao još uvijek upitan broj ljudi (izvještaji variraju od 30 000 do 100 000 prisutnih), novine su objavile iskaze svjedoka koji su izjavili da su vidjeli izvanrednu solarnu aktivnost, kasnije poznatu kao "Čudo Sunca". Prema tim iskazima Sunce se "kretalo strelovitom brzinom i okretalo oko svoje osi, prelijevali su se svjetlucavi tonovi i razne boje." Fenomen se prema dobivenim iskazima vidio s udaljenosti od 18 km i trajao je oko deset minuta, nakon kojeg se Sunce "vratilo na isto mjesto i nastavilo normalno sjati."

## Diskusije o vjerodostojnosti i objašnjenja
Vjerodostojnost ovog događaja još uvijek je stvar diskusije u kojoj su suprotstavljeni svjedoci, teolozi i Katolička Crkva sa znanstvenicima, fizičarima i meteorolozima. Teško je potvrditi bilo kakvu informaciju o događaju zbog velikih kontradikcija u iskazima prisutnih. Fotografije s mjesta zbivanja također ne pokazuju nikakve neobične pojave. U "The Evidence for Visions of the Virgin Mary" (1983.), bivši urednik ASSAP-ovog (Udruga za znanstveno proučavanje anomalijskih pojava) časopisa, Kevin McClure, napisao je da nikada nije vidio takvu zbirku kontradiktornih svjedočanstava jednog slučaja u bilo kojem istraživanju koje je proveo u prethodnih deset godina.
Fra Andrew Pinsent, direktor istraživanja Centra za znanost i religiju Ian Ramsey na Sveučilištu u Oxfordu, navodi da "znanstvena perspektiva ne isključuje čuda, a događaj u Fatimi je, po mišljenju mnogih, posebno vjerodostojan." On tvrdi da uobičajena predrasuda uključuje nedostatak razumijevanja opsega znanstvenih zakona, koji samo opisuju kako se prirodni sustavi ponašaju izolirani od slobodnih. Zaključuje da je događaj "javno čudo najneobičnije vrste i vjerodostojnosti".
Teolog, fizičar i svećenik Stanley L. Jaki iskazuje vjerovanje u događaj, zaključujući da se božanskom intervencijom dogodilo međudjelovanje prirodnih meteoroloških događaja, kao pojačavanje zračne leće kristalima leda.
Profesor fizike Auguste Meessen, sugerira da optički efekti koje stvara ljudsko oko mogu objasniti prijavljeni fenomen. Predstavio je svoju analizu ukazanja i "Čuda sunca" na međunarodnom simpoziju "Znanost, vjera i savjest" 2003. godine. Dok je Meessen smatrao da su oni koji tvrde da su doživjeli čuda "iskreno doživjeli ono o čemu izvještavaju", izjavio je da su prijavljena opažanja optički efekti uzrokovani dugotrajnim gledanjem u Sunce. Meessen tvrdi da su naknadne slike na mrežnici nastale nakon kratkih razdoblja gledanja u Sunce vjerojatni uzrok uočenih pokreta. Slično tome je zaključio da su promjene boja kojima su svjedočili najvjerojatnije uzrokovane izbjeljivanjem fotoosjetljivih stanica mrežnice.
Za moguća objašnjenja, uzimajući u obzir da se ikakav fenomen dogodio, spominju se učinci česte meteorološke pojave parahelija, miješanje stratosferske prašine s prirodnom sunčevom svjetlošću, promjene gustoće prolazećih oblaka, kapljice prašine ili vlage u atmosferi koje lome sunčevu svjetlost i tako daju različite boje itd. Za objašnjenja da se događaj nije dogodio, unatoč iskazima, uzimaju se mogućnosti masovne histerije, autosugestije i pareidolije.

## Vanjske poveznice
- Tekst u portugalskim novinama nakon ukazanja.
- Fotografije Sunca tijekom ukazanja.  Arhivirana inačica izvorne stranice od 18. kolovoza 2008. (Wayback Machine)
- Čudo Sunca u Međugorju  Arhivirana inačica izvorne stranice od 28. ožujka 2010. (Wayback Machine)
- Ukazanja i čudo Sunca u Fatimi  Arhivirana inačica izvorne stranice od 15. veljače 2010. (Wayback Machine)